# Комбинезон

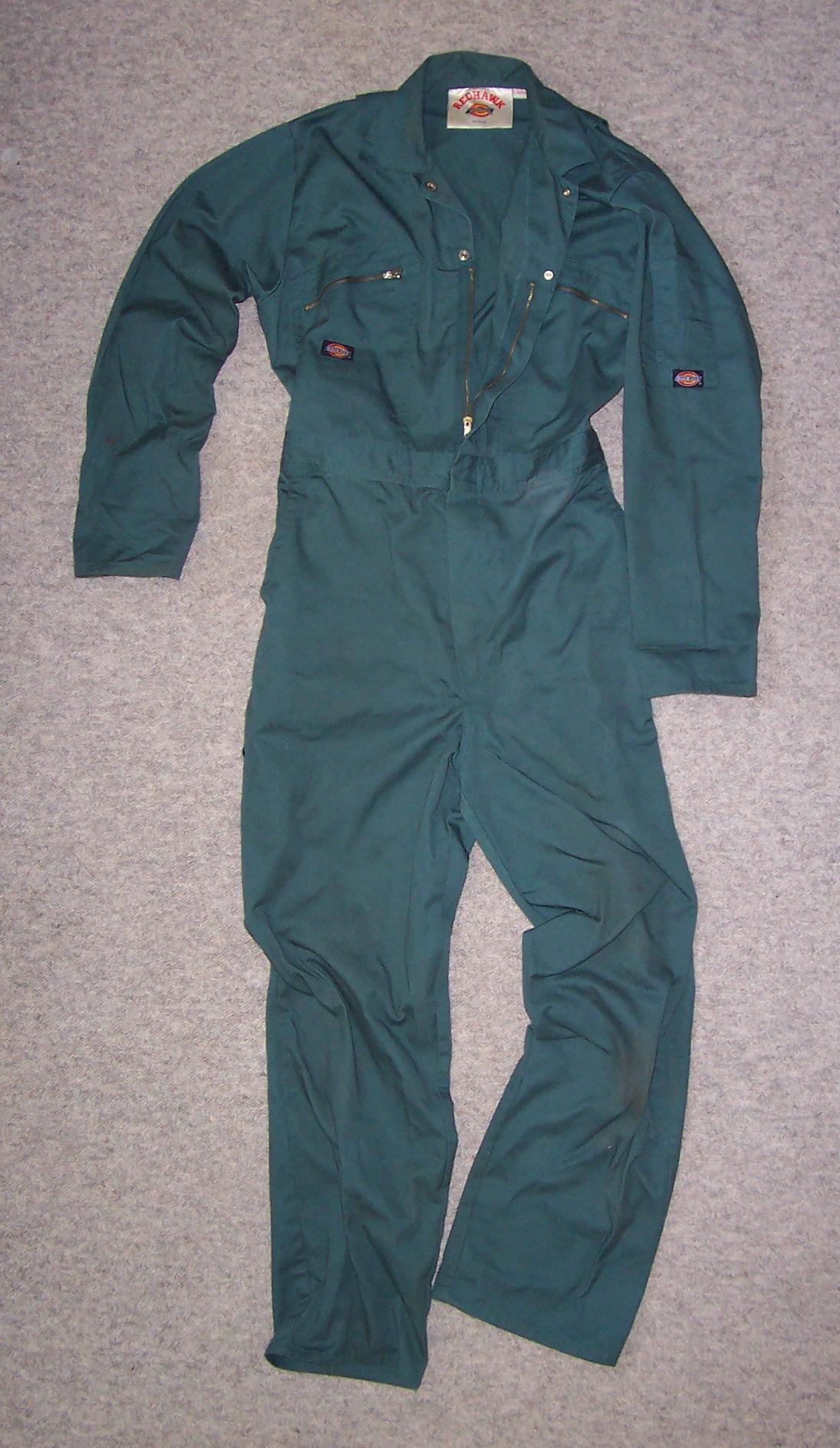
Комбинезон на молнии и с длинными рукавами

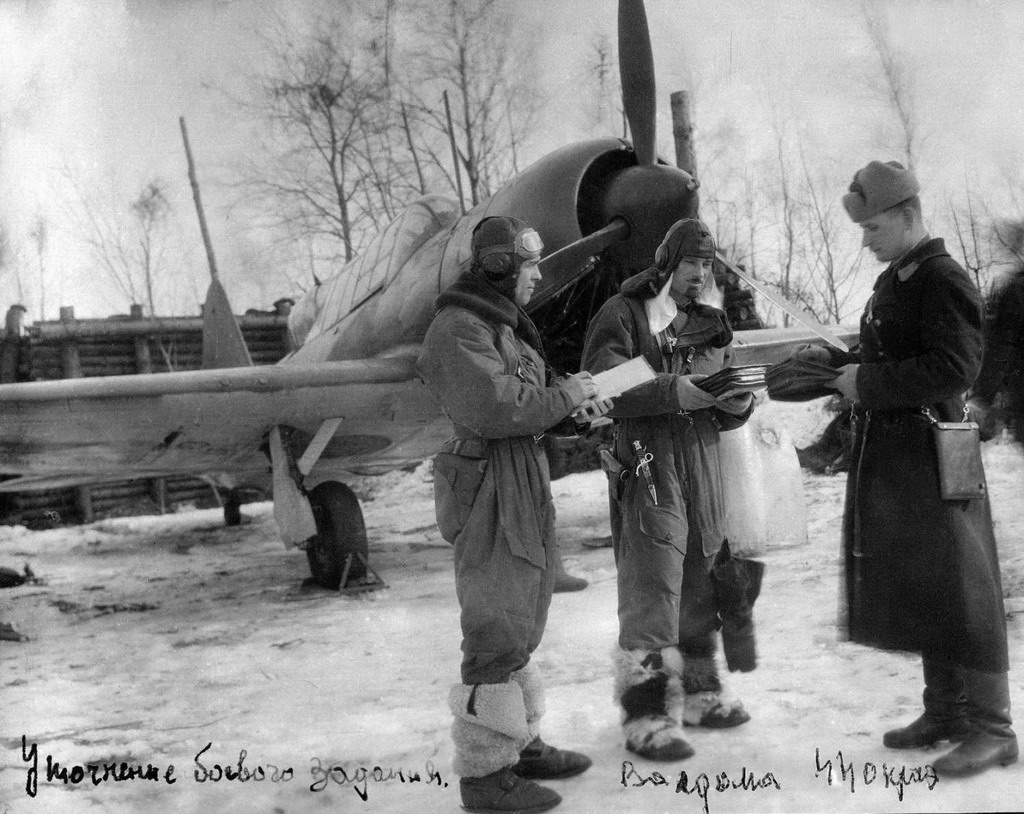
Советские лётчики из 44-й отдельной корректировочной авиационной эскадрильи, в период Великой Отечественной войны, (одеты и обуты в специальное вещевое имущество — шлемофоны, комбинезоны и унты), уточняют боевое задание

Комбинезо́н (фр. combinaison «сочетание») или комбе́з (разг.) — предмет (изделие) верхней одежды, представляющий собою соединение верхней части одежды и брюк.
Словарь Ушакова указывал, что это производственный костюм, представляющий собой комбинацию куртки и брюк у авиаторов, шахтёров и других специалистов.
Долгое время считался исключительно специальной (рабочей) одеждой. Удобный, со множеством карманов, он не стеснял движений, собирал воедино костюм. Даже в своем рабочем варианте комбинезон имеет разные фасоны. Верхняя его часть может быть более или менее открытой. Форма комбинезона зависит от направления моды — он легко воспринимает все новые веяния.

## История
В 1870-х годах американская компания Levi Strauss & Co. начинает производство рабочих комбинезонов из денима. В 1930-х в развитых государствах и странах комбинезоны выпускали как удобную детскую одежду.
Позднее советские производители детской одежды выпускали комбинезоны в комбинации болоньи с синтепоном.
В 1970-е комбинезон становится мировым бестселлером. Джинсовый комбинезон, появившийся в коллекциях французской компании Naf Naf, в 1983 году стал чрезвычайно популярен. До сих пор в каждой коллекции марки есть хотя бы один комбинезон.
Сегодня существует множество разновидностей комбинезонов: рабочие, спортивные, детские, для беременных, для животных и прочие.

## Военное дело
Комбинезоны как лётные костюмы на все тело авиаторов, от шеи до ног (исключая ступни), появились в Русском воздушном флоте после изобретения Г. Е. Котельниковым парашюта «РК-1», так как полётный костюм не удовлетворял мерам безопасности при покидании аэроплана (куртка во время прыжка с парашютом задиралась от потоков ветра). Полётные костюмы снаружи были непроницаемы для влаги, а внутри подшивались мехом или ватой для защиты от холода.
Во время Второй мировой войны комбинезоны широко использовались в авиации и на флоте армий обеих воюющих сторон. Для вооружённых сил выпускали разнообразные комбинезоны: танковые, полётные, прыжковые (парашютные), полевые армейские в камуфляжных цветах для выполнения специфических задач разведки.
В дальнейшем, и до настоящего времени для экипажей боевых и специальных машин, инженерно-технического состава, лётного состава авиации и ряда других военнослужащих выпускаются различные варианты комплектов специальной (рабочей) формы одежды (так называемая в просторечии — «спецовка», «техничка»), в которые могут входить как классические комбинезоны или их варианты, так и раздельно куртка с брюками. Тем не менее, все «спецовки» нередко именуют просто «комбезами».
В ВС Союза ССР и России комбинезоны относится к специальному вещевому имуществу (инвентарное имущество) или специальное обмундированию военнослужащих.

## Галерея

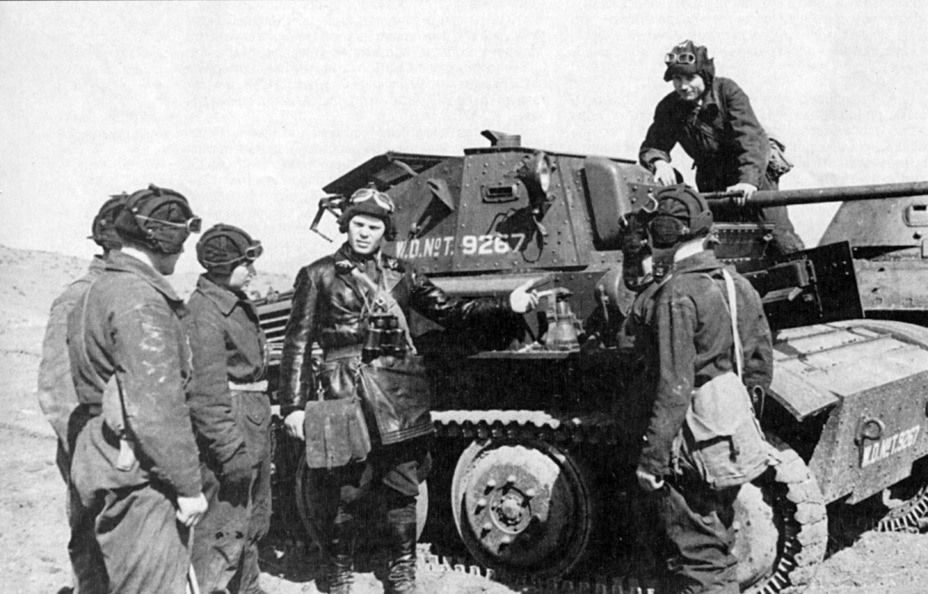
Группа танкистов у танка Tetrarch MkVII. 1942 год. Танкисты одеты в комбинезоны и шлемы довоенного образца; командир — в кожаную куртку с полным снаряжением поверх обмундирования.
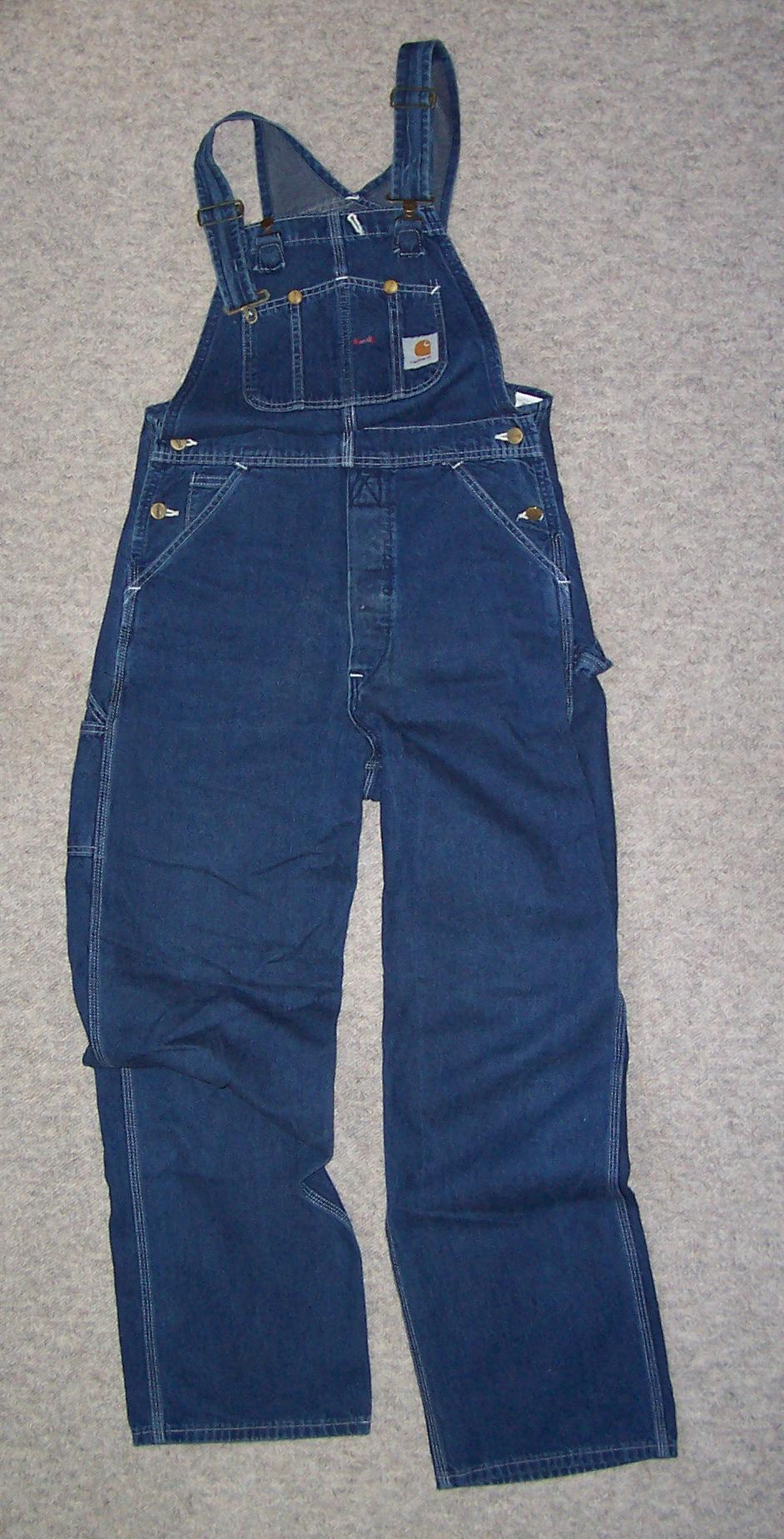
Джинсовый полукомбинезон.
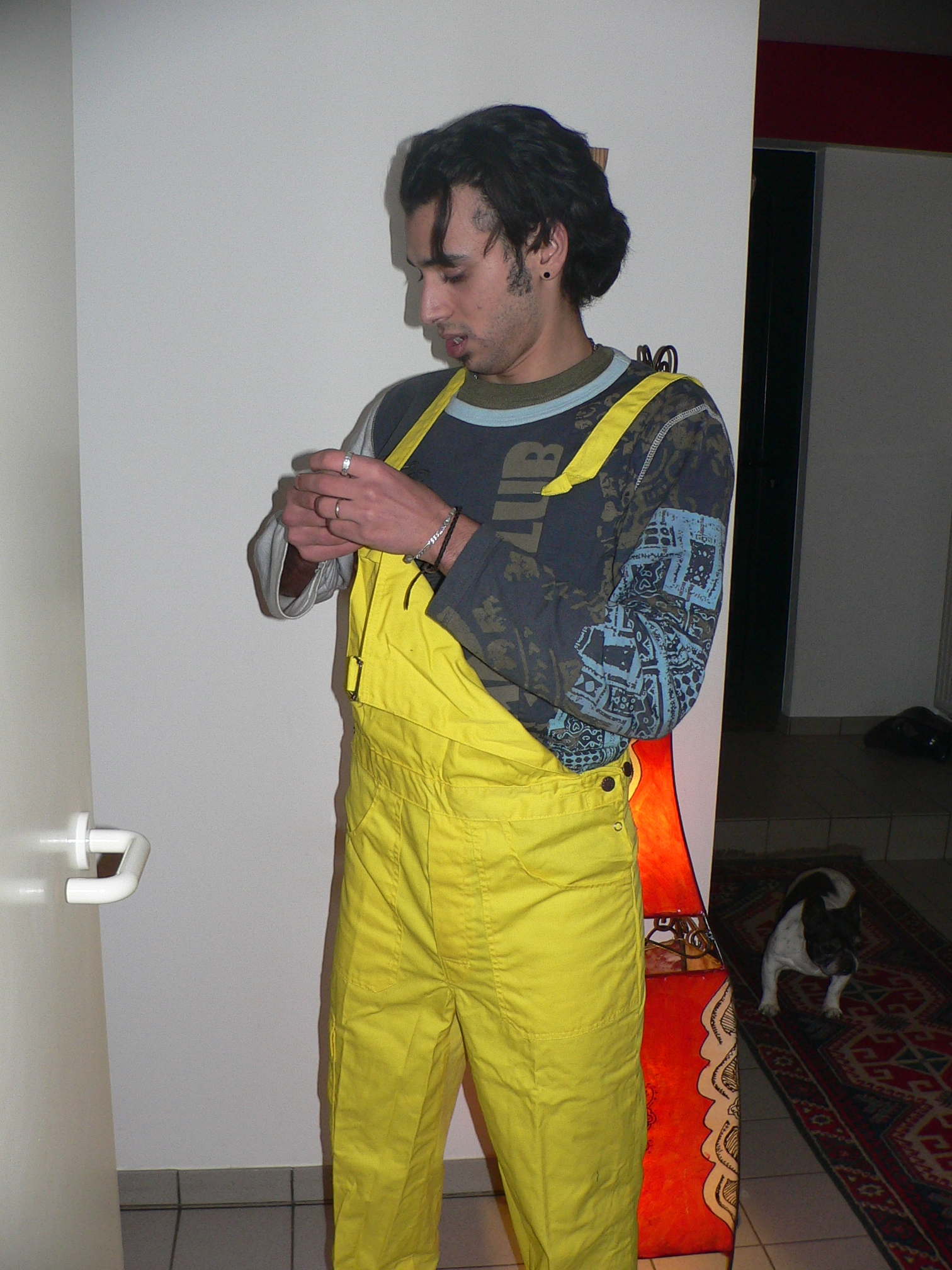
Рабочий полукомбинезон.
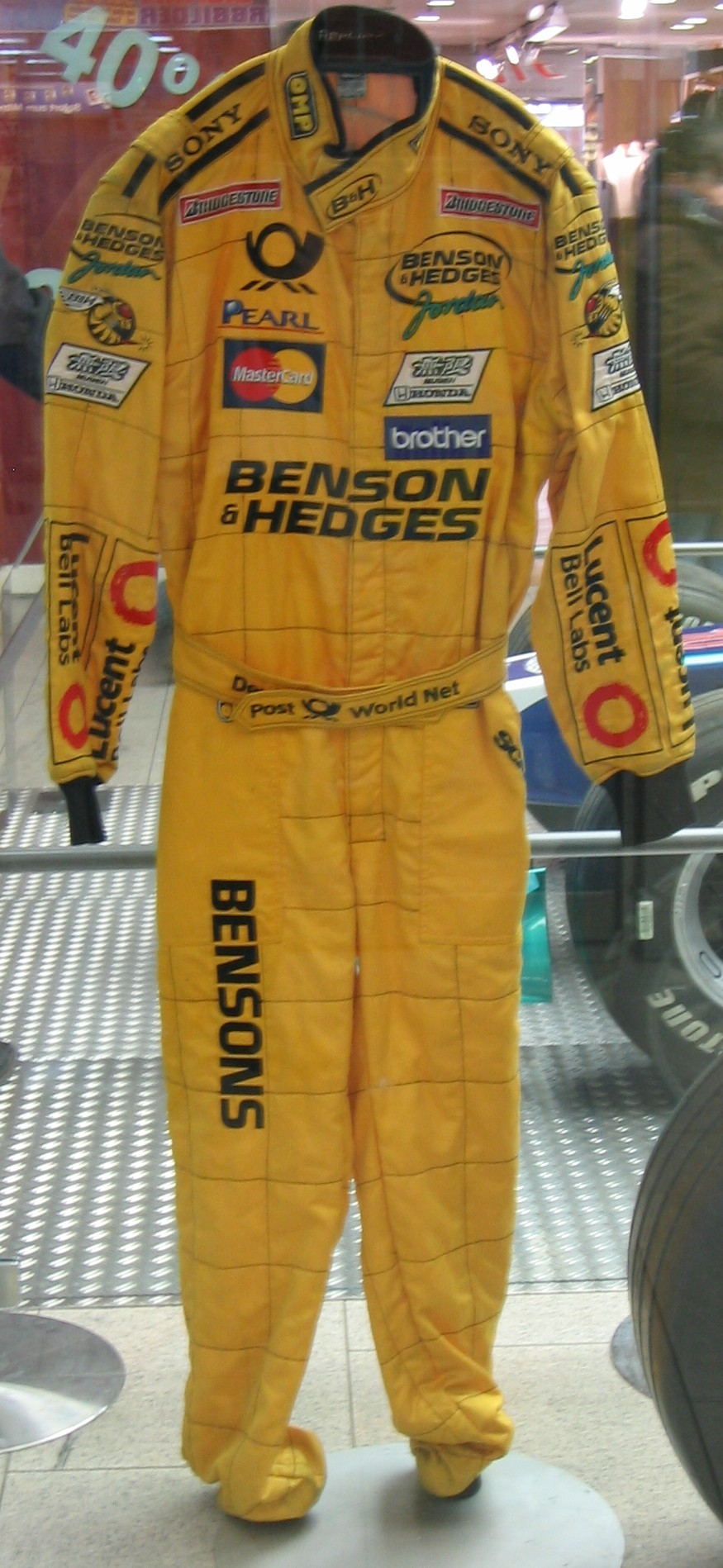
Гоночный комбинезон пилота команды «Джордан» чемпионата Формула 1.